# Ка (фараон)
Ка или Сехен — древнеегипетский додинастический фараон.
Полное его имя Хор-Ка/Сехен переводится как «Двойник» или «Питание» (по Ю. Я. Перепёлкину), по зарубежным данным «Бык». Памятники с его именем найдены на царских кладбищах в Абидосе и в Тархане. Надписи чернилами на цилиндрических вазах из его погребального комплекса записаны продукты налогообложения царским казначейством Верхнего и Нижнего Египта. Эти надписи представляют свидетельства для раннего разделения Египта на две половины в административных целях. При этом фараоне особенно сильно развивалась торговля, о чём говорят множественные глиняные сосуды, датируемые именем его правления. При нём же развивали государственные учреждения. Во время его властвования египтяне начали строить первые оросительные каналы.

## Биография
Ка — фараон додинастического Египта. Правил, приблизительно, после 3100 г. до н. э. Фараоны этого периода включаются современными исследователями в условную 0 династию.
Ка правил в Тинисе в половине 32-го века до н. э. и после был захоронен в некрополе Умм эль-Кааб. Ка является одним из лучше всего заверенных додинастических правителей наравне с Нармером и Скорпионом II. Его имя часто встречается на сосудах из Абидоса и Северных Тарханов, а также в таких северных пунктах, как Тель-Лод в Южном Средиземноморье. Последовательность правления до Ка установить затруднительно: его предшественником, вероятнее всего, был либо Ири-Хор, либо Скорпион II, тогда как преемником считается Нармер.
Большое число артефактов с изображением его сереха свидетельствует о росте политического влияния и, возможно, о завоевательной активности.

## Гробница
Две подземные камеры, B7 и B9, в некрополе Умм-эль-Кааб в Абидосе считаются частью гробницы царя Ка. Глубина каждой камеры составляет 1,90 м, B7 - 6,0 × 3,2 м, а B9 немного меньше - 5,9 × 3,1 м; обе камеры находятся на расстоянии 1,80 м друг от друга.
Гробница Ка была впервые раскопана Флиндерсом Петри в 1902 году. В ходе раскопок были найдены фрагменты кремневого ножа и керамика. В самой южной камере B7 было найдено более сорока надписей на высоких кувшинах и цилиндрических сосудах, а также оттиск печати. Гробница Ка (B7, B9) находится рядом с гробницами Ири-Хора (B1, B2) и Нармера (B17, B18). Более того, она расположена в последовательном порядке, связывающем более древнее кладбище «U» с гробницами I династии, что позволяет предположить, что Ка сменил Ири-Хора и предшествовал Нармеру на троне.
На цилиндрическом кувшине, найденном в гробнице, наряду с именем Ка было начертано имя «Ха, жена Хора Ка».